# Eduard Belser

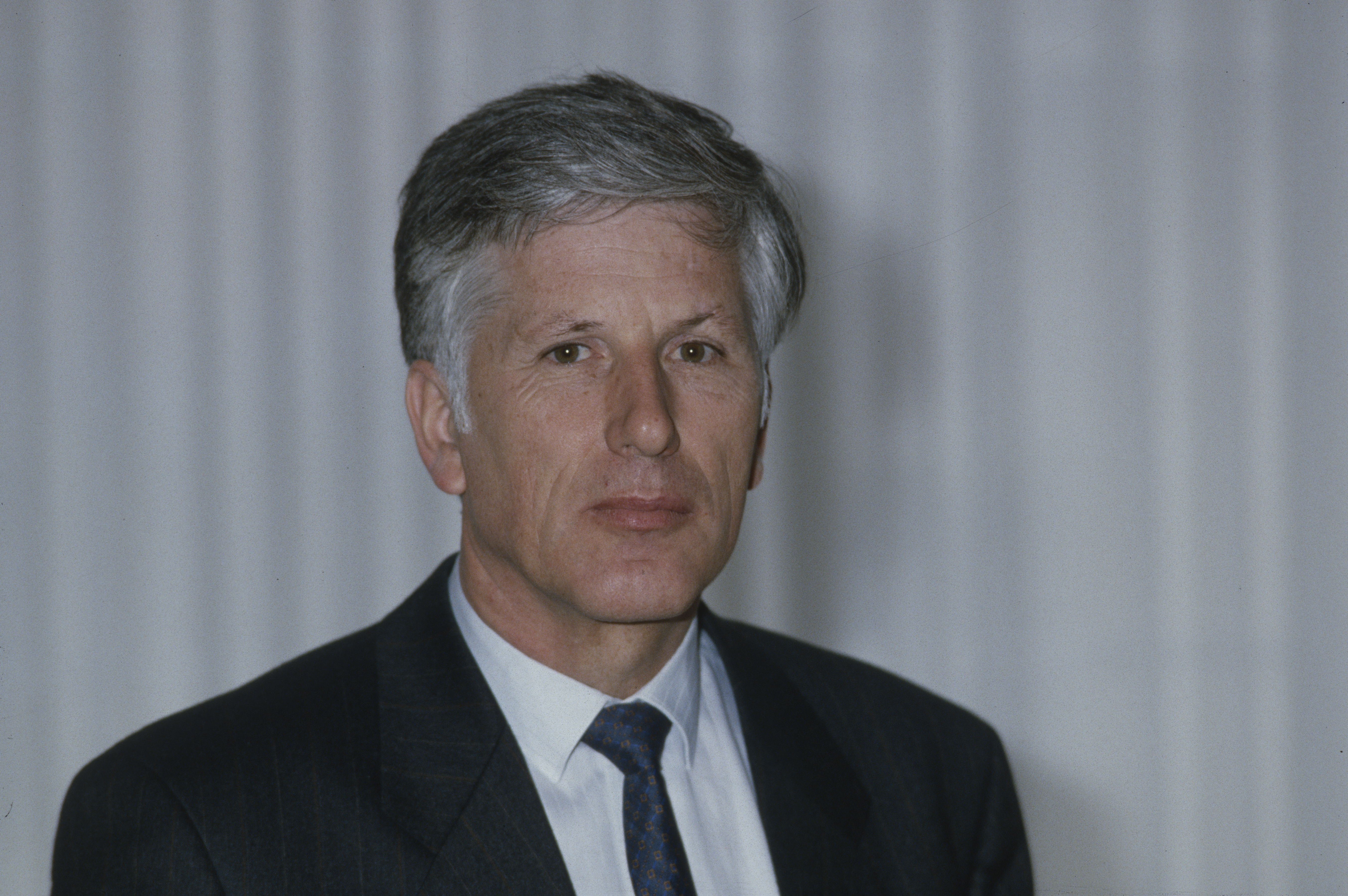
Eduard Belser (1987)

Eduard Belser (* 1. August 1942 in Basel) ist ein Schweizer Politiker (SP).

## Leben
Er absolvierte das Lehrerseminar in Schiers und anschliessend ein Mittelschullehrerstudium (Geschichte, Geographie und Englisch) an der Universität Basel. Danach bekleidete er verschiedene Stellen als Primar-, Real- und Sekundarlehrer im Kanton Baselland.
Von 1971 bis 1975 war Belser Gemeinderat in Lausen, von 1975 bis 1979 Landrat. Von 1979 bis 1987 war er Ständerat und von 1987 bis 1999 Regierungsrat im Kanton Baselland. Bis zu dessen Auflösung 1990 gehörte er dem "Konsultativrat" des aussordentlichen Nachrichtendienstes P-27 an. Von 1986 bis 2002 war er im Bankrat der Schweizerischen Nationalbank, ab 1999 als Präsident.